# Xylocopa inconstans
Xylocopa inconstans е вид дърводелска пчела (Xylocopa).

## Описание
Xylocopa inconstans може да достигне дължина от около 20 – 26 милиметра. Скутелът има прав ъгъл. Задната страна на мезозомата и първият тергит показват бяло опушване.

## Разпространение
Този вид може да се намери в Сенегал, Буркина Фасо, Того, Камерун, Република Конго, Демократична република Конго, Судан, Сомалия, Етиопия, Кения, Танзания, Мозамбик, Малави, Зимбабве, Ангола, Ботсвана, Намибия и Южна Африка.